# Zakaria Asidah
Zakaria Asidah (22 de junio de 1972) es un deportista danés que compitió en taekwondo. Ganó una medalla de plata en el Campeonato Mundial de Taekwondo de 2003 y una medalla de plata en el Campeonato Europeo de Taekwondo de 2010.

## Palmarés internacional
| Campeonato Mundial | Campeonato Mundial                | Campeonato Mundial | Campeonato Mundial |
| Año                | Lugar                             | Medalla            | Categoría          |
| ------------------ | --------------------------------- | ------------------ | ------------------ |
| 2003               | Garmisch-Partenkirchen (Alemania) | Medalla de plata   | +84 kg             |
| Campeonato Europeo |                                   |                    |                    |
| Año                | Lugar                             | Medalla            | Categoría          |
| 2010               | San Petersburgo (Rusia)           | Medalla de plata   | +87 kg             |